# 京都市立西野小学校
京都市立西野小学校（きょうとしりつ にしのしょうがっこう）は、京都府京都市山科区西野櫃川町にある公立小学校。

## 沿革
- 1981年（昭和56年）4月 - 京都市立山階小学校の校区を分割する形で設立。

## 通学区域
- 山科区
  - 西野阿芸沢町（団地中央道路以西）、西野今屋敷町（中央東西道路以南、団地中央道路以西）、西野岸ノ下町（※一部鏡山小・花山中へ区域外）、西野小柳町（国道1号以北）、西野山階町（国道1号以北・団地中央道路以西）、西野野色町（1～14，129，135番地を除く）、西野広見町（国道1号線以北）、西野様子見町（団地中央道路以西）

卒業生は基本的に京都市立安祥寺中学校へ進学する。

## アクセス
- 京阪バス 川田道にて下車
- 国道1号（五条バイパス）沿い

## 著名な出身者
- 和田由紀子（バレーボール)